# 메트로이드배니아
메트로이드배니아(영어: Metroidvania)는 비디오 게임 중에 액션 어드벤처 부류의 특정 하위장르를 가리키는 말이다. 게임 시리즈 《메트로이드》와 《캐슬배니아》를 조합해서 만든 혼성어로, 메트로배니아는 이 두 시리즈의 게임 디자인과 구조를 빌려온 게임을 말한다. 주로 《캐슬바니아: 밤의 교향곡》에서 비롯된 비선형 디자인 및 탐험형 게임플레이가 메트로이드배니아를 이루는 요소로 꼽힌다.
메트로이드배니아 게임은 보통 플레이어가 다닐 수 있는 거대하고 서로 연결된 맵들을 배경으로 하며, 게임 내에서 얻을 수 있는 특별한 무기, 도구 및 능력을 이용해 맵의 다른 부분에 점차적으로 탐색해가는 방식을 취한다. 게임 내에 흩어진 업그레이드를 수집할수록 플레이어는 점점 더 강해지면서 어려운 적들을 해치고 숨겨진 영역들을 발견할 수 있게된다. 메트로배니아는 대게 사이드스크롤링 플랫포머의 형태를 취하나 다른 장르에도 접목할 수 있다. 1990년대에 정립된 이 장르는 2000년대 이후 인디 게임을 위주로 큰 유행을 탔다.

## 역사
닌텐도가 1986년 패미컴 디스크 시스템으로 처음 출시한 《메트로이드》는 장르 최초의 게임은 아니나, 비선형 구조의 게임플레이를 명확하게 제시한 게임으로 꼽힌다.

## 같이 보기
- 비선형 게임플레이
- 오픈 월드